# Songwriter
Pour plus de détails, voir Fiche technique et Distribution.
Songwriter est un film américain réalisé par Alan Rudolph, sorti en 1984.

## Fiche technique
- Titre original : Songwriter
- Réalisation : Alan Rudolph
- Scénario : Bud Shrake
- Chef décorateur : Joel Schiller
- Décorateur de plateau : Barbara Krieger[1]
- Costumes : Kathleen Gore-Misko, Ernest Misko
- Maquillage : Greg LaCava (makeup artist)
- Directeur de la photographie : Matthew F. Leonetti
- Montage : Stephen Lovejoy, George A. Martin, Stuart H. Pappé
- Musique : Larry Cansler
- Producteur : Sydney Pollack
- Société(s) de production : TriStar Pictures
- Société(s) de distribution : TriStar Pictures
- Pays de production :  États-Unis
- Année : 1984
- Langue : anglais
- Format : couleur (Metrocolor) – 35 mm – 1,85:1 – Dolby
- Genre : Film dramatique, Film musical
- Durée : 94 minutes
- Dates de sortie : 
  - États-Unis : 14 octobre 1984
  - France : nc

## Distribution
- Willie Nelson : Doc Jenkins
- Kris Kristofferson : Blackie Buck
- Melinda Dillon : Honey Carder
- Rip Torn : Dino McLeish
- Lesley Ann Warren : Gilda
- Mickey Raphael : Arly
- Rhonda Dotson : Corkie
- Richard C. Sarafian : Rodeo Rocky
- Robert Gould : Ralph
- Sage Parke : Pattie McLeish
- Shannon Wilcox : Anita
- Jeff MacKay : Hogan
- Gailard Sartain : Mulreaux
- Stephen Bruton : Sam / Roarers Band

## Récompenses et distinctions

### Nominations
- Golden Globes 1985
  - Meilleure actrice dans un second rôle pour Lesley Ann Warren
- Oscar 1985
  - "Oscar de la meilleure chanson de bande originale" pour Kris Kristofferson